# لوخ إينيرجيا فلاديفوستوك
لوخ إينيرجيا فلاديفوستوك (بالروسية: Футбольный клуб "Луч-Энергия" Владивосток) هو نادي كرة قدم روسي يتمركز في مدينة فلاديفوستوك في روسيا تم تأسيسه في سنة 1958 ويعتبر ستاد دينامو الملعب الرئيسي لهذا النادي وتبلغ سعة الملعب 10 ألاف متفرج وينافس في الدوري الوطني الروسي لكرة القدم، في سنة 2006 تمكن من التأهل إلى الدوري الروسي الممتاز وفي سنة 2008 هبط مرة أخرى إلى الدوري الوطني الروسي لكرة القدم.